# Frederick Ferguson
Frederick Charles Ferguson (Toronto, 18 gennaio 1884 – Chicago, 22 dicembre 1954) è stato un lottatore statunitense.
Partecipò alle gare di lotta dei pesi gallo e di pesi piuma ai Giochi olimpici di Saint Louis 1904. Nella categoria gallo fu sconfitto ai quarti da Milton Whitehurst mentre nella categoria piuma giunse quarto.